# Korytna (rejon jarmoliński)
Korytna (ukr. Коритна) – wieś na Ukrainie, w rejonie jarmolinieckim obwodu chmielnickiego.

## Dwór
- piętrowy dwór, wybudowany w latach 1840–1850. W swojej historii przeszedł pożar i istniał do 1918 r.[1] Od frontu balkon na piętrze podtrzymywany przez cztery kolumny. Własność Wandy Kosseckiej[2].

Spalono prześliczną Korytnę Kosseckich, drogą mi jak dom rodzinny, a pełną pamiątek i skarbów, jak stara szkatułka zapachu. Zniszczono – rywalizujące z nią co do bogactwa i cenności zbiorów – Skazińce, niebywale piękne Malinicze, Bujwołowce, Knyszyńce....